# Szepietowski Okręg Etapowy
Szepietowski Okręg Etapowy – okręg etapowy Wojska Polskiego.

## Formowanie i zmiany organizacyjne
W maju Równieński Okręg Etapowy postawiono w stan likwidacji. Na jego bazie miało powstać Szepietowski Okręg Etapowy. Dowództwo OE Równe, sztab, intendentura i inne komórki otrzymały rozkaz przeniesienia się do Szepetówki 10 czerwca. Żandarmeria miała oczekiwać na przygotowanie kwater w Szepetówce. W Równem pozostawały nadal sztab i dwie kompanie II lubelskiego batalionu etapowego.
Po zarządzeniu odwrotu spod Kijowa odwołano planowane przeniesienie DOE Równe do Szepetówki, gdzie stała 4 kompania II Lubelskiego batalionu etapowego. Aby opanować panikę, jaka wybuchła w Szepetówce, dowództwo okręgu wysłało do tego miasta kolejną kompanię II Lubelskiego be.

## Struktura organizacyjna
Struktura na dzień 3 czerwca 1920
| Batalion                     | Miejsce postoju   |
| ---------------------------- | ----------------- |
| I Lubelski batalion etapowy  | Szepietówka       |
| II Lubelski batalion etapowy | Równe             |
| I Lwowski batalion etapowy   | Zwiahel           |
| I Łódzki batalion etapowy    | Sarny             |
| II Łódzki batalion etapowy   | Starokonstantynów |